# Санта-Криштина-ду-Коту
Санта-Криштина-ду-Коту (порт. Santa Cristina do Couto) — район (фрегезия) в Португалии, входит в округ Порту. Является составной частью муниципалитета Санту-Тирсу. Находится в составе крупной городской агломерации Большой Порту. По старому административному делению входил в провинцию Дору-Литорал. Входит в экономико-статистический субрегион Аве, который входит в Северный регион. Население составляет 3923 человека на 2001 год. Занимает площадь 7,79 км².